# U-149 (tàu ngầm Đức) (1940)
U-149 là một tàu ngầm duyên hải  Lớp Type II thuộc phân lớp Type IID được Hải quân Đức Quốc Xã chế tạo vào đầu Chiến tranh Thế giới thứ hai. Những tàu ngầm Type II vốn quá nhỏ để có thể tiến hành các chiến dịch cách xa căn cứ nhà, nên chúng hầu như chỉ đảm nhiệm vai trò tàu huấn luyện tại các trường tàu ngầm Đức. Được huy động do tình trạng thiếu hụt tàu ngầm sau khi xung đột bùng nổ, U-149 thực hiện một chuyến tuần tra duy nhất trong biển Baltic, và đã đánh chìm một tàu ngầm Liên Xô tải trọng 206 tấn. Sau đó U-149 được rút về làm nhiệm vụ huấn luyện cho đến hết chiến tranh, và đã đầu hàng lực lượng Đồng Minh tại Helgoland vào tháng 5, 1945. Cuối cùng nó bị đánh đắm trong Chiến dịch Deadlight vào tháng 12, 1945.

## Thiết kế và chế tạo
Phân lớp Type IID là một phiên bản mở rộng của Type IIC dẫn trước. Chúng có trọng lượng choán nước 314 t (309 tấn Anh) khi nổi và 364 t (358 tấn Anh) khi lặn); tuy nhiên tải trọng tiêu chuẩn được công bố chỉ có 250 tấn Anh (254 t). Chúng có chiều dài chung 43,97 m (144 ft 3 in), lớp vỏ trong chịu áp lực dài 29,80 m (97 ft 9 in), mạn tàu rộng 4,92 m (16 ft 2 in), chiều cao 8,40 m (27 ft 7 in) và mớn nước 3,93 m (12 ft 11 in).
Chúng trang bị hai động cơ diesel MWM RS 127 S 6-xy lanh 4 thì công suất 700 mã lực mét (510 kW; 690 shp) để đi đường trường và hai động cơ/máy phát điện Siemens-Schuckert PG VV 322/36 tổng công suất 460 mã lực mét (340 kW; 450 shp) để lặn, hai trục chân vịt và hai chân vịt đường kính 0,85 m (3 ft). Các con tàu có thể lặn đến độ sâu 80–150 m (260–490 ft). Chúng đạt được tốc độ tối đa 12,7 kn (23,5 km/h) trên mặt nước và 7,4 kn (13,7 km/h) khi lặn,  với tầm hoạt động tối đa 3.800 nmi (7.000 km) khi đi tốc độ đường trường 8 kn (15 km/h), và 35–42 nmi (65–78 km) ở tốc độ 4 kn (7,4 km/h) khi lặn.
Vũ khí trang bị bao gồm ba ống phóng ngư lôi 53,3 cm (21 in) trước mũi, mang theo tổng cộng năm quả ngư lôi hoặc cho đến 12 quả thủy lôi TMA. Một pháo phòng không 2 cm (0,79 in) cũng được trang bị trên boong tàu. Thủy thủ đoàn bao gồm 25 sĩ quan và thủy thủ.
U-149 được đặt hàng vào ngày 25 tháng 9, 1939. Nó được đặt lườn tại xưởng tàu của hãng Deutsche Werke tại Kiel vào ngày 25 tháng 5, 1940, hạ thủy vào ngày 19 tháng 10, 1940, và nhập biên chế cùng Hải quân Đức Quốc Xã vào ngày 13 tháng 11, 1940 dưới quyền chỉ huy của Hạm trưởng, Đại úy Hải quân Horst Höltring.

## Lịch sử hoạt động
U-149 thoạt tiên phục vụ cùng Chi hạm đội U-boat 1, rồi đến tháng 1, 1941 được điều sang Chi hạm đội U-boat 22 cho đến hết chiến tranh. Trong chuyến tuần tra duy nhất mà nó thực hiện trong biển Baltic từ ngày 18 tháng 6 đến ngày 11 tháng 7, 1941, nó đã đánh chìm tàu ngầm Liên Xô lớp M M-99 (206 tấn) trong vịnh Phần Lan về phía Tây Bắc đảo Hiiumaa, Estonia, ở khoảng tọa độ 59°20′B 21°12′T / 59,333°B 21,2°T.
Vào giai đoạn kết thúc xung đột, U-149 đã đầu hàng lực lượng Đồng Minh tại Helgoland vào ngày 5 tháng 5, 1945. Nó sau đó được kéo đến Wilhelmshaven vào ngày 30 tháng 6, và cuối cùng bị đánh chìm trong khuôn khổ Chiến dịch Deadlight vào ngày 21 tháng 12, 1945, tại tọa độ 55°40′B 8°00′T / 55,667°B 8°T.

### Tóm tắt chiến công
U-149 đã đánh chìm một tàu chiến tải trọng 206 tấn: 
| Ngày             | Tên tàu | Quốc tịch        | Tải trọng | Số phận      |
| ---------------- | ------- | ---------------- | --------- | ------------ |
| 27 tháng 6, 1941 | M-99    | Hải quân Liên Xô | 206       | Bị đánh chìm |